# Байтулин, Иса Омарович
Иса Омарович Байтулин (15 января 1928, Туркестан — 24 мая 2021, Казахстан) — доктор биологических наук (1979), профессор (1980), заслуженный деятель науки Казахстана (1982), академик НАН РК (1989), действительный член Международной академии экологической реконструкции (1992).

## Трудовая деятельность
Окончил биологический факультет КазГУ (1952). В 1964-1975 годах декан биологического факультета КазГУ, в 1975—1983 годах директор главного Ботанического сада, в 1983—1988 годах директор Института ботаники, в 1988—1990 академик-секретарь отделения биологических наук, в 1990—1994 годах вице-президент НАН РК, в 1994-1995 годах — директор, затем почетный директор и заведующий лаборатории Института ботаники и фитоинтродукции.

## Научная деятельность
Под руководством Байтулина подготовлены: «Научное обоснование генетической схемы развития и размещения объектов природно-заповедного фонда Казахстана до 2005» (1985), «Национальная программа действий по борьбе с опустыниванием» (1997), «Национальная стратегия и план действий по сохранению и сбалансированному использованию биологического разнообразия» (1999), «Национальная стратегия и план действий по устойчивому развитию горных территорий Казахстана» (2001). Байтулин активно работал в советско-американских ботанических экспедициях в США 1976, 1981, 1989, 1990—1991, организовал и принимал участие в Казахстанско-Австрийской экспедиции в 1990, Казахстано—Австрийско-Монгольской экспедиции (Южный Гоби) с 1990, Казахстано-Китайской экспедиции (Внутренняя Монголия) в 1992 году. Читал лекции по проблемам экологической морфологии растений в университетах Австрии, США, Германии, Швеции. Байтулин избирался почетным вице-президентом 16-го Международного ботанического конгресса (Сент-Луис, США, 1999).
Скончался 24 мая 2021 года.

## Сочинения
- Экология Республики Казахстан, А., 2001 (соавт.);
- Основы ризологии: учебник для вузов, А., 2001;
- Ресурсная оценки лекарственних растении Казахстанского Алтая для создания товарного сырья и введения и культуру перспективных редких видов // Проблемы изучения и рационального использования лекарственных растений и фитопрепаратов: Материалы международной конференции, А., 2003;
- National strategy and action to combat desertification in Kazakhstan // Sustainable land use in desert, Berlin, 2001.